# Edward Anthony Spitzka
Edward Anthony Spitzka (ur. 17 czerwca 1876 w Nowym Jorku, zm. 4 września 1922 w Mount Vernon) – amerykański lekarz neurolog i neuroanatom. Syn Edwarda Charlesa Spitzki. W 1901 roku dokonał autopsji mózgu Leona Czolgosza, zabójcy prezydenta Stanów Zjednoczonych Williama McKinleya. Autor kilkudziesięciu prac naukowych, redaktor trzech wydań Gray’s Anatomy.

## Życiorys

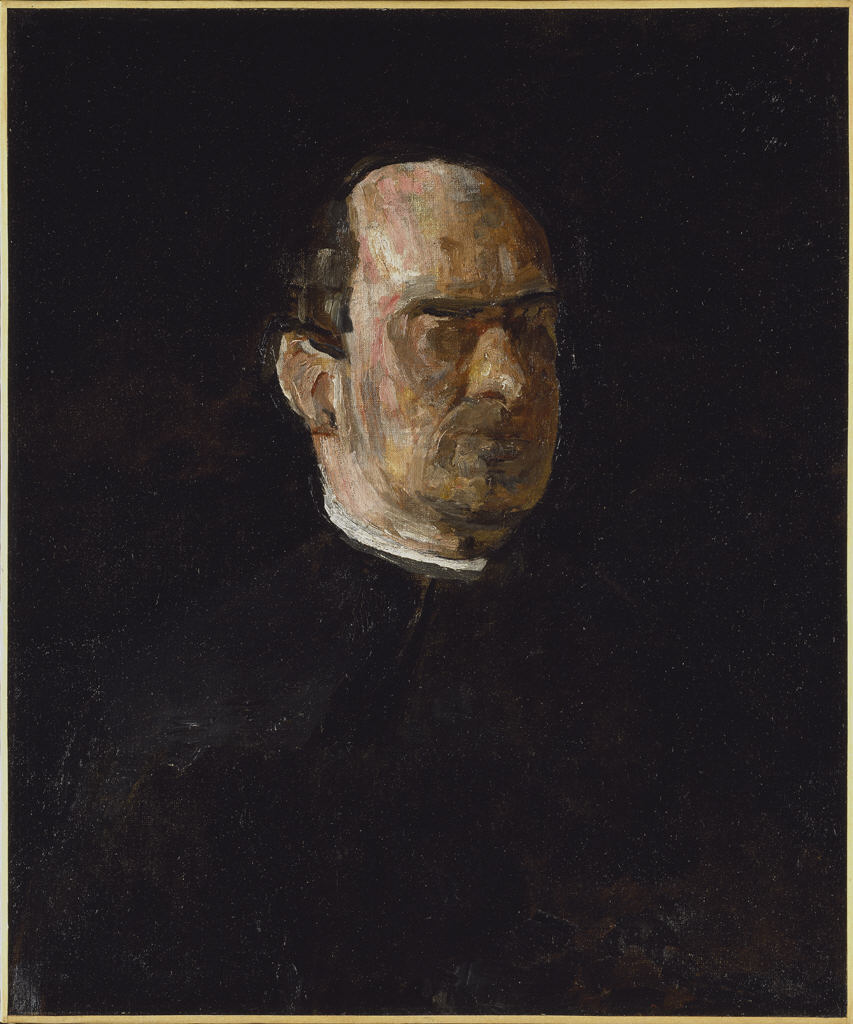
Nieukończony portret Spitzki autorstwa Thomasa Eakinsa (1913)

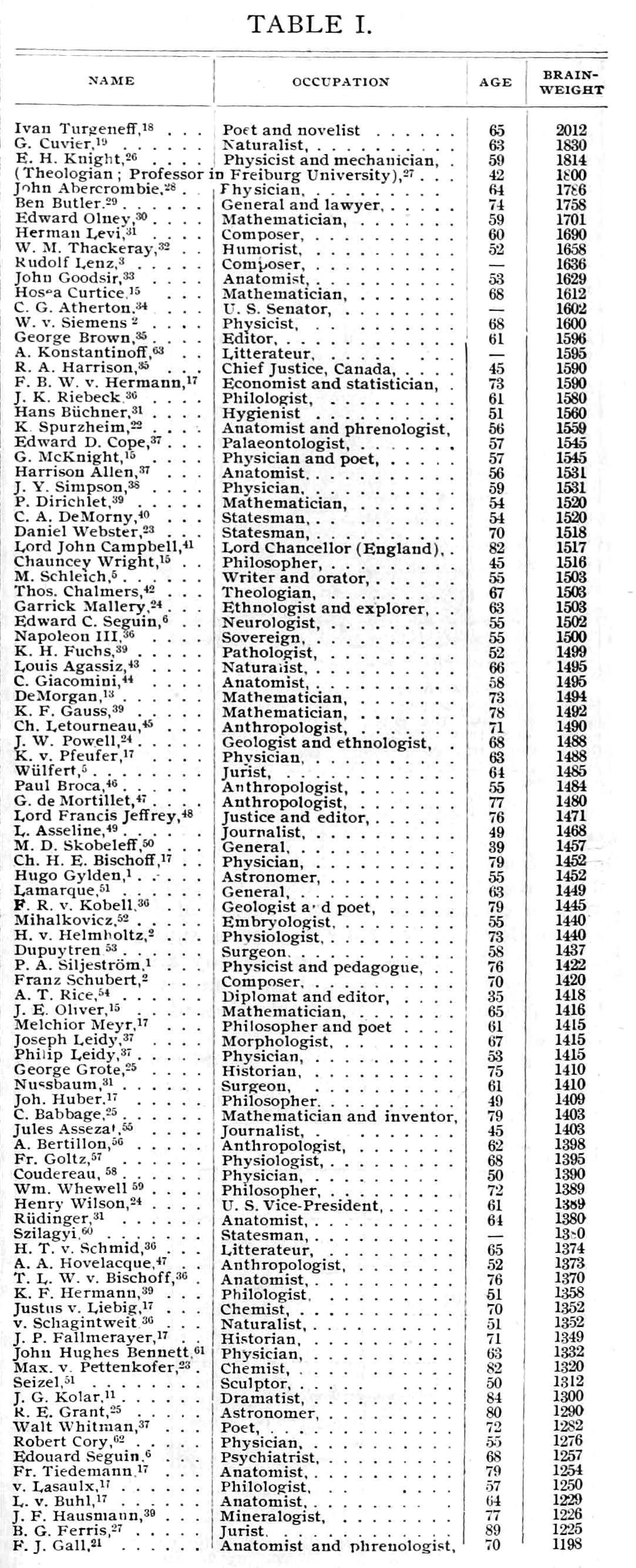
Wielokrotnie cytowane zestawienie wagi 96 mózgów znanych osób, opublikowane przez Spitzkę w 1902 roku. Zestawienie otwiera Iwan Turgieniew (2012 g)

Urodził się w Nowym Jorku jako jedyny syn Edwarda Charlesa Spitzki, nowojorskiego neurologa, psychiatry i anatoma, oraz Catherine z domu Wacek. Ukończył College of the City of New York, w 1902 otrzymał tytuł doktora medycyny (M.D.) w College of Physicians and Surgeons. Podczas studiów zdobył Devoe Prize, a wraz z ich zakończeniem Harsen Clinical Prize.
Został wtedy zatrudniony na Columbia University, najpierw jako fellow (1902–1904), a potem demonstrator anatomii (1904–1906). 7 kwietnia 1906 otrzymał katedrę anatomii w Jefferson Medical College. Wakat na katedrze anatomii po zmarłym w 1905 Williamie S. Forbesie uzupełniono, dzieląc katedrę na dwie: katedrę anatomii ogólnej i opisowej, przyznaną Spitzce, oraz anatomii stosowanej i topograficznej, przyznaną George′owi McClellanowi. Po śmierci McClellana przejął jego obowiązki. We wrześniu 1911 został pierwszym dyrektorem Daniel Baugh Institute of Anatomy, powstałego dzięki darowiźnie biznesmena Daniela Baugha. Zaplecze to ułatwiło Spitzce wprowadzenie na uczelni jeden z najlepszych programów nauczania anatomii w kraju. 
Liczne obowiązki administracyjne i, podobno, groźby ze strony bliskich straconych kryminalistów, których mózgi badał, sprawiły, że Spitzka zaczął przejawiać paranoiczne zachowania i nadużywać alkoholu. Powtarzana jest anegdota, jakoby przyszedł na jeden wykład z dwoma pistoletami, mówiąc, że jego życie jest zagrożone. Kiedy problem z jego zachowaniem zaczął narastać, Rada Powiernicza Jefferson Medical College postanowiła 21 listopada 1912 dać mu roczny urlop. Gdy Spitzka przekonał się, że nie będzie mógł już wrócić na dawne stanowisko, złożył rezygnację. Została przyjęta 6 czerwca 1914.
Od czerwca 1917 służył w Korpusie Medycznym US Army (Army Medical Corp), w wielu szpitalach na terenie Stanów, a przez kilka miesięcy także za granicą. Został awansowany do stopnia podpułkownika. Przeniesiony w stan spoczynku z honorami 28 stycznia 1919. Prowadził prywatną praktykę, pełnił też różne funkcje w Departamencie Spraw Weteranów (Veterans Bureau), z których ostatnią było kierowanie referatem medycznym.
Należał do towarzystw Delta Kappa Epsilon, Sigma Xi, Theta Nu Epsilon, Association of American Anatomists (od grudnia 1900), American Anthropometric Society, American Anthropological Association, American Philosophical Society, Philadelphia Neurological Society, Academy of Natural Sciences of Philadelphia, American Geographical Society, Alumni Association of the College of Physicians and Surgeons, Committee on First-Aid Treatment of Surgical, Medical and Gas Poisoning Cases i American Association for the Advancement of Science (jako fellow). Współpracował z czasopismami „American Journal of Anatomy”, „Journal of Mental Pathology” i „Monatsschrift für Kriminalpsychologie und Strafrechts-Reform”.
20 czerwca 1906 w White Plains ożenił się z Alice Pauline Eberspacher. Mieli jednego syna, Jeffersona (1908–?).
Zmarł nagle, na udar mózgu, w swoim domu przy 139 Brookside Avenue, Mount Vernon. Notatki o jego śmierci zamieściły m.in. „New York Times” i „Journal of the American Medical Association”.
Ostatnim, nieukończonym obrazem Thomasa Eakinsa był portret Spitzki. Obraz powstał w 1912 roku, jednak widać na nim jedynie zarys postaci siedzącego lekarza. Dzieło znajduje się w Hirshhorn Museum and Sculpture Garden w Waszyngtonie.
Wykładał ciekawie, ale większość studentów była zagubiona z powodu mnóstwa informacji i przykładów. „Przyziemna” anatomia była pozostawiona asystentom, do których należeli J. Howard Dehoney, Charles Bonney, George W. Miller, Gregg Metheny.

## Dorobek naukowy
Był autorem szczegółowych prac poświęconych morfologii mózgowi znanych osób, m.in. lekarzy Seguinów, Edouarda i Edwarda Constanta, Johna Wesleya Powella, Philipa Leidy’ego, Andrew Jacksona Parkera, Harrisona Allena, Edwarda Drinkera Cope’a, Williama Peppera. Publikował streszczenia z zagranicznych doniesień o mózgach szwedzkiego pedagoga i fizyka Pera Adama Siljeströma, francuskiego fizjologa i antropologa Jeana-Baptiste Laborde’a, japońskiego anatoma Kazuyoshi Taguchiego, szwedzkiego lekarza i histologa Christiana Lovéna. Na podstawie własnych badań i danych literaturowych usiłował dociec, które cechy mózgowi korelują najlepiej z ponadprzeciętnymi zdolnościami umysłowymi. Początkowo koncentrował się na masie mózgu; doszedł m.in. do wniosku, że przeciętna waga mózgowia wybitnych przedstawicieli nauk ścisłych jest wyższa niż luminarzy nauk humanistycznych. Zestawienia mas mózgowi autorstwa Spitzki były wielokrotnie cytowane. W innej pracy postawił hipotezę, że ludzie wybitni mają dobrze rozwiniętą część przednią wyspy (preinsula). Później uznał, że istnieje związek między grubością ciała modzelowatego (spoidła wielkiego) i polem przekroju środka półowalnego a inteligencją, istotniejszy niż waga mózgowia czy proporcje istoty szarej i białej.
Zajmował się zmianami w mózgowiu spowodowanymi prądem elektrycznym. Materiału badawczego dostarczały mu przede wszystkim egzekucje skazańców na krześle elektrycznym w nowojorskich więzieniach; między 1902 a 1909 był świadkiem trzydziestu sześciu egzekucji w więzieniach Auburn, Sing Sing, Dannemora i Trenton State i sam wykonał dwadzieścia siedem autopsji. Wśród kryminalistów, których autopsje wykonywał, byli m.in. Chester Gillette, Mary Farmer, William Ennis, bracia Van Wormerowie i Toni Turkofski (Turckowski). Był współautorem wytycznych resuscytacji w przypadkach porażenia prądem.
Współredaktor (1908, z Da Costą) i redaktor (1910, 1913) trzech kolejnych wydań Gray’s Anatomy, był piątym i ostatnim amerykańskim redaktorem tego podręcznika. Jako współredaktor i redaktor podręcznika anatomii Graya uzupełnił tę książkę o własnoręcznie wykonane ilustracje. Cytowany jest, obok swojego ojca, jako jeden z amerykańskich anatomów którzy położyli zasługi dla ujednolicenia mianownictwa anatomicznego. 19, wydanie anatomii Graya zawierało ujednoliconą nomenklaturę zgodną z konwencją bazylejską. Napisał hasło o egzekucji na krześle elektrycznym do Encyclopædia Britannica.
Spitzka zabiegał o popularyzację swojej dziedziny wiedzy i propagował ideę zapisywanie ciała nauce. „New York Times” publikował wywiady z nim na temat znaczenia wagi mózgu, w gazetach regularnie donoszono o kolejnych wynikach pomiarów mózgowi znanych osób. W 1911 „New York Times” zamieścił relację z próby pozyskania przez Spitzkę mózgu kaszalota wyrzuconego na brzeg w Ocean City.

## Przypadek Czolgosza

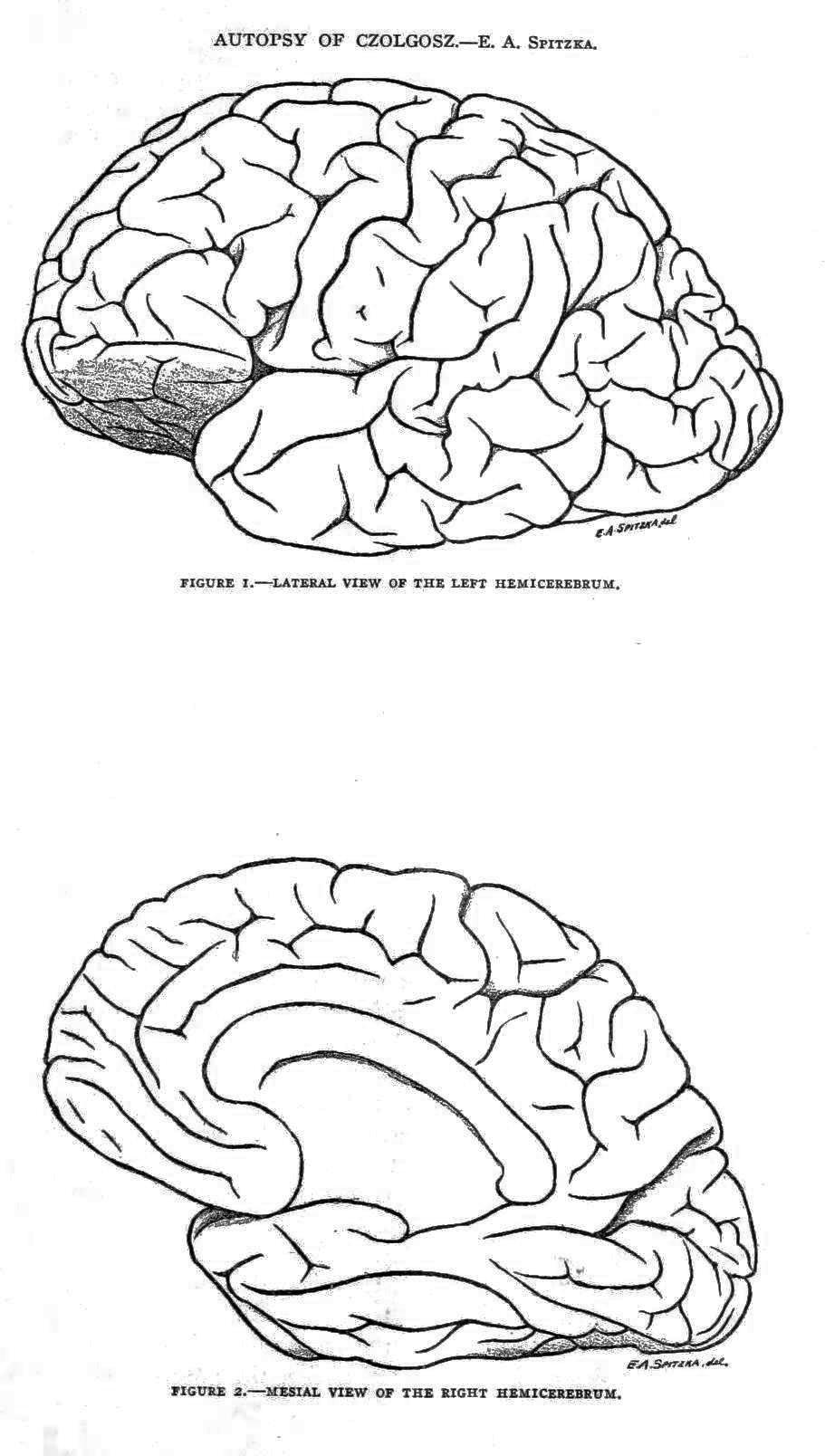
Ilustracja z artykułu Spitzki przedstawiająca mózg Czolgosza

Jako studentowi ostatniego roku studiów medycznych powierzono mu zadanie zbadania mózgu Leona Czolgosza, straconego za zamach na życie prezydenta Stanów Zjednoczonych. Czolgosz został uznany za winnego 24 września 1901, skazany 26 września i stracony na krześle elektrycznym 29 października w Auburn Prison. Jako eksperci do zbadania stanu psychicznego Czolgosza podczas procesu powołani zostali lekarz więzienny Joseph Fowler i psychiatrzy Floyd S. Crego i James W. Putnam; zgodnie uznali, że Czolgosz był w pełni władz umysłowych i odpowiadał za swoje czyny. Taką samą opinię wyraził Carlos F. MacDonald, który również badał Czolgosza.
Na wyraźne życzenie brata ciało straconego anarchisty miało być zniszczone, tak aby żadna jego część nie weszła w posiadanie osoby prywatnej bądź organizacji; ograniczało to możliwości zbadania mózgowia do kilku godzin po egzekucji. Autopsję przeprowadzili Spitzka i MacDonald, przy tej czynności byli też obecni lekarze Ely, Howe, Trowbridge, Wolff i Huntley. Strażnik pilnował by lekarze nie wynieśli żadnego fragmentu ciała poza więzienie i, mimo próśb obu „o mózg lub jego fragment”, nie udzielono im tego pozwolenia. Wyniki dotyczyły przede wszystkim mózgu, reszta ciała została opisana jedynie powierzchownie. Raport Spitzki i MacDonalda został wydrukowany w sześciu różnych czasopismach medycznych w styczniu i lutym 1902 w niemal identycznej formie. Podana waga mózgu wynosiła 1460 g; autor zwrócił uwagę na wąskie oba zakręty przedśrodkowe w porównaniu z zakrętami zaśrodkowymi, niewielki klinek i szczelinę w dogłowowej części zakrętu obręczy. Szczelina przedśrodkowa prawej półkuli przechodziła w szczelinę Sylwiusza – jak podano, cecha ta charakteryzuje „40% mózgów Polaków”. Usprawiedliwiając brak widocznych większych anatomicznych anomalii Spitzka zauważył, że nieprawidłowe funkcjonowanie mózgu może być spowodowane (bio)chemicznymi zaburzeniami, co w 1902 było jeszcze śmiałą hipotezą.

## Prace

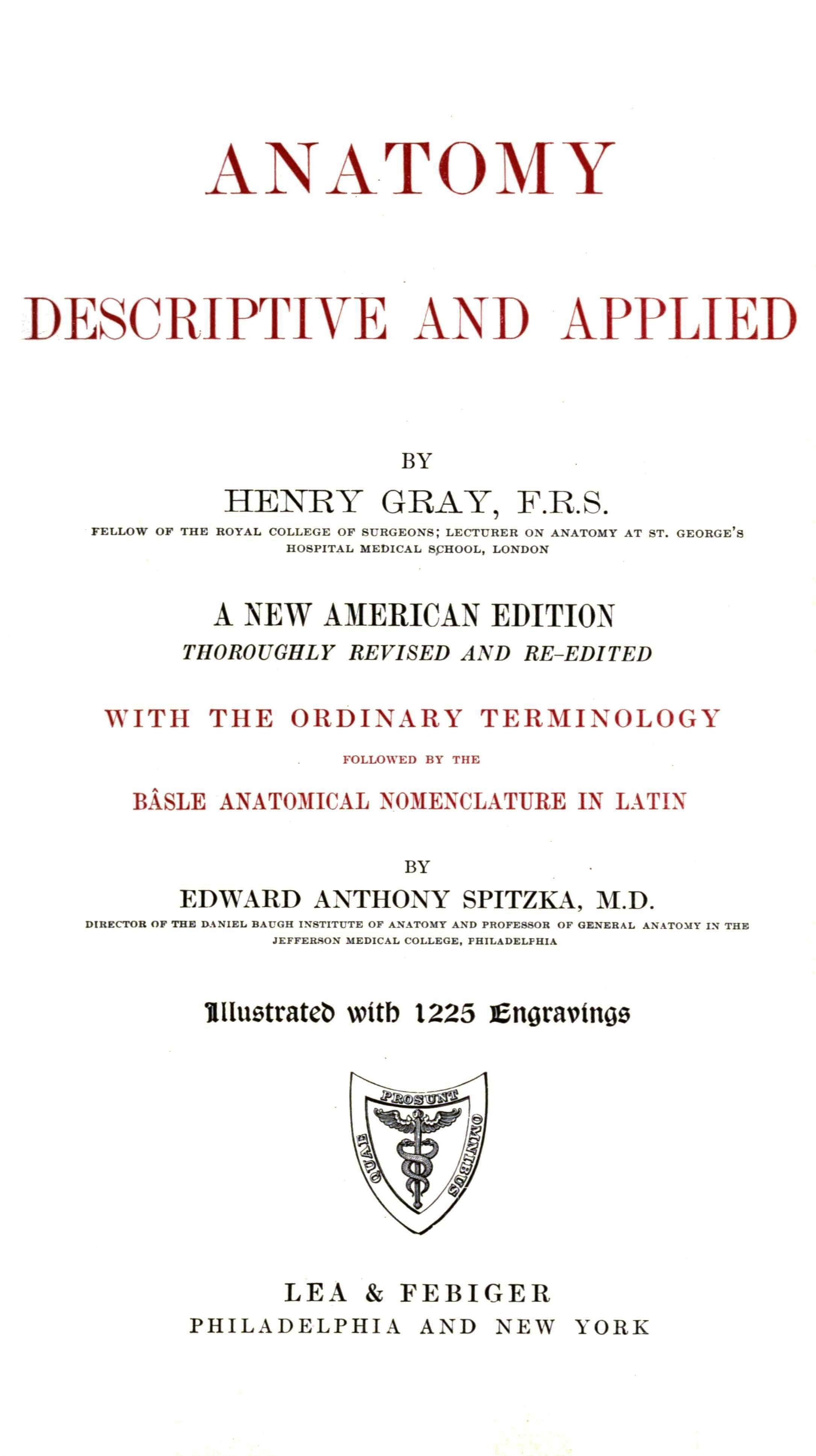
Strona tytułowa 19. wydania Gray’s Anatomy

O ile nie zaznaczono inaczej, jedynym autorem jest Edward Anthony Spitzka
- Preliminary report with projection drawings, illustrating the topography of the paracoeles in their relation to the surface of the cerebrum and cranium. „Proceedings of the Association of American Anatomists, 14th Annual Session”, s. 69, 1901.
- A preliminary communication with projection-drawings, illustrating the topography of the paracoeles (lateral ventricles) in their relations to the surface of the cerebrum and the cranium. „New York Medical Journal”. 73, s. 177–182, 1901.
- A preliminary communication of a study of the brains of two distinguished physicians, father and son. „Proceedings of the Association of American Anatomists, 14th Annual Session”, s. 70–92, 1901.
- A contribution to the fissural integrality of the paroccipital; Observation upon one hundred brains. „Proceedings of the Association of American Anatomists, 14th Annual Session”, s. 118–124, 1901.
- The mesial relations of the inflected fissure. Observations upon one hundred brains. „Proceedings of the Association of American Anatomists, 14th Annual Session”, s. 105–115, 1901.
- The brains of two distinguished physicians, father and son; a comparative study of their fissures and gyres. „Science”. 13, s. 295, 1901. DOI: 10.1126/science.13.321.289.
- A preliminary communication of a study of the brains of two distinguished physicians, father and son. „Philadelphia Medical Journal”. 7, s. 680–688, 1901.
- The brains of two more celebrities. „Philadelphia Medical Journal”. 7, s. 791, 1901.
- Report of Autopsy on Assassin Disclaimed. „Journal of the American Medical Association”. 37 (19), s. 1262, 1901.
- The mesial relations of the inflected fissure. Observations on 100 brains. „Science”. 13, s. 295, 1901. DOI: 10.1126/science.13.321.289.
- The mesial relations of the inflected fissure; Observations upon one hundred brains. „New York Medical Journal”. 73, s. 6–10, 1901.
- The redundancy of the preinsula in the brains of distinguished educated men. „Medical Record”. 59, s. 940–943, 1901.
- Contribution to the question of fissural integrality of the paroccipital; Observations on 100 brains. „Science”. 13, s. 295, 1901.
- A contribution to the fissural integrality of the paroccipital; Observation upon one hundred brains. „Journal of Mental Pathology”. 1–2, 1901/1902.brak numeru strony
- Is the central fissure duplicated in the brain of Carlo Giacomini, anatomist? A note on a fissural anomaly. „Philadelphia Medical Journal”. 8, s. 1–4, 1901.
- MacDonald CF, Spitzka EA. The trial, execution, autopsy, and mental status of Leon F. Czolgosz, alias Fred Nieman, assassin of President McKinley, With a report of the post-mortem examination. „New York Medical Journal”. 75, s. 12–23, 1902.
- MacDonald CF, Spitzka EA. The trial, execution, autopsy, and mental status of Leon F. Czolgosz, alias Fred Nieman, assassin of President McKinley, With a report of the post-mortem examination. „Philadelphia Medical Journal”. 9, s. 31–42, 1902.
- MacDonald CF, Spitzka EA. The trial, execution, autopsy, and mental status of Leon F. Czolgosz, alias Fred Nieman, assassin of President McKinley, With a report of the post-mortem examination. „Lancet”, s. 289-293, 352-356, 1902.
- MacDonald CF, Spitzka EA. The trial, execution, autopsy, and mental status of Leon F. Czolgosz, alias Fred Nieman, assassin of President McKinley, With a report of the post-mortem examination. „American Journal of Insanity”. 58, s. 369–404, 1902. DOI: 10.1176/appi.ajp.58.3.386.
- MacDonald CF, Spitzka EA. The trial, execution, autopsy, and mental status of Leon F. Czolgosz, alias Fred Nieman, assassin of President McKinley, With a report of the post-mortem examination. „Journal of Mental Pathology”. 1, s. 179–209, 1902.
- MacDonald CF, Spitzka EA. The trial, execution, autopsy, and mental status of Leon F. Czolgosz, alias Fred Nieman, assassin of President McKinley, With a report of the post-mortem examination. „Medical Record”. 61, s. 1–13, 1902.
- Description of the brain of a regenticide. „American Journal of Anatomy”. 1, s. 517, 1902.
- A Question of Figures. „Alienist and Neurologist”, s. 183–194, 1902.
- Brain-anatomy and ‘degeneracy’ theories. A reply to Dr. E.S. Talbot’s criticism in the Philadelphia Medical Journal, Jan. 18, 1902. „Philadelphia Medical Journal”. 9, s. 152, 1902.
- Contributions to the encephalic anatomy of the races. First paper: three eskimo brains, from Smith’s Sound. „American Journal of Anatomy”. 2, s. 25–71, 1902.
- Brain-weights of brothers and sisters. „Science”. 17, s. 516, 1902. PMID: 17775298.
- A rare fissural atypy in the brain of W.A., New York Assemblyman. „Medical Critic”. 2, s. 616–619, 1902.
- (Recenzja) Uber das Hirngewicht des Menschen by F. Marchand. „Science”. 17, s. 345, 1903. DOI: 10.1126/science.17.426.345.
- The brain of Siljeström. „Science”. 17, s. 554, 1903. DOI: 10.1126/science.17.431.554. PMID: 17794857.
- Notes on autopsy of Toni Turkofski, electrocuted murderer. Medical Critic (sierpień 1903)
- The brain-weight of the Japanese. „Science”. 18 (455), s. 371–373, 1903. DOI: 10.1126/science.18.455.371. PMID: 17831042.
- The brain of Professor Laborde. „Science”. 18 (454), s. 346, 1903. DOI: 10.1126/science.18.454.346. PMID: 17809844.
- The postorbital limbus; A formation occasionally met with at the base of the human brain. „Philadelphia Medical Journal”. 11, s. 646–648, 1903.
- Brain-weight of brothers. „Science”. 18 (465), s. 699, 1903. DOI: 10.1126/science.18.465.699. PMID: 17793671.
- Brain-Weight, Cranial Capacity and the Form of The Head, and Their Relations to the Mental Powers Of Man. „Science”. 17 (436), s. 753–754, 1903. DOI: 10.1126/science.17.436.753-a. PMID: 17773467.
- Brain-weights of animals with special reference to the weight of the brain in the macaque monkey. „Journal of Comparative Neurology”. 13 (1), s. 9–18, 1903. DOI: 10.1002/cne.910130103.
- Anatomy, normal and pathological. „Medical Critic”. 3, s. 1200–1203, 1903.
- A study of the brain of the late Major J.W. Powell. „American Anthropologist”. 5 (4), s. 585–643, 1903.
- A study of the brain-weights of men notable in the professions, arts and sciences. „Philadelphia Medical Journal”. 11, s. 757–761, 1903.
- Some of the dangers of formol. „Science”. 18 (446), s. 87–89, 1903. DOI: 10.1126/science.18.446.87. PMID: 17745508.
- The anatomy of the human insula in its relation to the speech-centers; According to race and individuality. „American Journal of Anatomy”. 2, 1903.brak numeru strony
- Statistisches uber das Lynchen in Nordamerika. „Archiv für Kriminal-Anthropologie und Kriminalistik”. 11, s. 224–227, 1903.
- Auftreten von Epidemien des religiösen Fanatismus im zwanzigsten Jahrhundert. Die neulichen Suggestionserscheinungen bei den Duchoborzen in Kanada. „Archiv für Kriminal-Anthropologie und Kriminalistik”. 14, s. 9–22, 1903.
- Postmortem Examination of the Late George Francis Train. Daily Medical (New York) 15 lutego 1904
- The brain of a Swedish statesman. „Science”. 20 (514), s. 612–613, 1904. DOI: 10.1126/science.20.514.612. PMID: 17775471.
- Professor Taguchi’s brain weight. „Science”. 20 (502), s. 215, 1904. DOI: 10.1126/science.20.502.215. PMID: 17829818.
- A Heavy Japanese Brain. „Science”. 19 (493), s. 899, 1904. DOI: 10.1126/science.19.493.899. PMID: 17770219.
- The execution and post-mortem examinations of the three Van Wormer brothers at Dannemora, N.Y. October 1,1903. „NY Daily Medical Journal”. 1, s. 1–3, 1904.
- A Note on the True Weight of the Human Lungs. „American Journal of Anatomy”. 3, s. 5, 1904.
- The Brains of Three Brothers. „American Journal of Anatomy”. 3, s. 4–5, 1904.
- Hereditary resemblances in the brains of three brothers. „American Anthropologist”. 6, s. 307–312, 1904.
- Dr. Taguchi’s brain weight. „American Anthropologist”. 6, s. 577–578, 1904.
- The brain of the histologist and physiologist Otto C. Loven. „Science”. 21 (548), s. 994, Jun 1905. DOI: 10.1126/science.21.548.994-a. PMID: 17793114.
- The Development of Man’s Great Brain. „Connecticut Magazine”. 9, s. 319–329, 1905.
- Cerebral Localization of Musical Talent. „Science”. 24 (614), s. 444, 1906. DOI: 10.1126/science.24.614.444. PMID: 17801433.
- A study of the brains of six eminent scientists and scholars belonging to the American Anthropometric Society, together with a description of the skull of Professor E.D. Cope. „Transactions of the American Philosophical Society”. 21 (4), s. 175–308, 1907.
- Gray’s Anatomy, Descriptive and Surgical, 17th Ed. DaCosta JC, Spitzka EA (ed.). Philadelphia: Lea & Febiger, 1908. Brak numerów stron w książce
- Observations regarding the infliction of the death penalty by electricity. „Proceedings of the American Philosophical Society held at Philadelphia for promoting useful knowledge”. 47, s. 39–50, 1908.
- (Recenzja) Anatomy of the brain and spinal cord, with special reference to mechanism and function. By Harris E. Santee, M. D., Ph.D. Fourth edition, revised and enlarged. Philadelphia: P. Blakiston’s Son & Co., 1907. „Anatomical Record”. 2 (4), s. 172–174, 1908. DOI: 10.1002/ar.1090020408.
- Preliminary note on the brains of natives of the Andaman and Nicobar islands. „Proceedings of the American Philosophical Society held at Philadelphia for promoting useful knowledge”. 47, s. 51–58, 1908.
- The Brains of Eminent Men. „Journal of the American Medical Association”. 51, s. 322, 1908.
- Phrenology or the Doctrine of the Mental Phenomena. „Science”. 30 (766), s. 310–311, 1909. DOI: 10.1126/science.30.766.310.
- The resuscitation of persons shocked by electricity. „Journal of the Medical Society of New Jersey”. 5, s. 549–555, 1909.
- Gray’s Anatomy, Descriptive and Applied, 18th Ed.. Spitzka EA (ed.). Philadelphia: Lea & Febiger, 1910. Brak numerów stron w książce
- Electrocution. [w:] The Encyclopaedia Britannica: a dictionary of arts, sciences, literature and general information vol. IX New York: Encyclopaedia Britannica, 1910 s. 210
- The effects of electricity upon the human organism and the resuscitation of persons shocked by electricity. „Current News (The Phila. Electric Co. Sec. of the National Elec. Light Association”. 3, s. 262–273, 1911.
- The Daniel Baugh Institute of Anatomy. Proceedings of the American Association of Anatomists. Twenty-eighth session. „Anatomical Record”. 6 (3), s. 151, 1912. DOI: 10.1002/ar.1090060308.
- Spitzka EA, Radasch HE. The brain lesions produced by electricity as observed after legal electrocution. „American Journal of the Medical Sciences”. 114 (3), s. 341–347, 1912.
- A death mask of W.J. McGee. „American Anthropologist”. 15 (3), s. 536–538, 1913.
- To the Editor of New York Times. „New York Times”, s. 10, 20 listopada 1913.
- Gray’s Anatomy, Descriptive and Applied, 19th Ed.. Spitzka EA (ed.). Philadelphia: Lea & Febiger, 1913. Brak numerów stron w książce
- To the Editor of New York Times. „New York Times”, s. 21, 7 lutego 1915.
- Spitzka EA, Radasch HE. The brain lesions produced by electricity as observed after legal electrocution. „Publications from the Laboratories of the Jefferson”. 5–6, 1915.brak numeru strony
- To the Editor of New York Times. „New York Times”, s. 8 (6 grudnia 1915).
- The depletion of nerve force in neurasthenic states and eye-strain, reflex headaches and ocular vertigo. „Optical Journal and Review of Optometry”. 37, s. 909–913, 1916.
- The field hospitals at Camp Grant, Illinois. „Medical Pickwick”. 4, s. 43–46, 1918.